# پامپکین اسنتر (کارولینای شمالی)
پامپکین اسنتر (به انگلیسی: Pumpkin Center) شهری در ایالت کارولینای شمالی کشور ایالات متحده آمریکا است که جمعیت آن در سرشماری سال ۲۰۱۰ میلادی، ۲٬۲۲۲ نفر بوده‌است.